# 厚皮動物
世界上皮最厚的動物

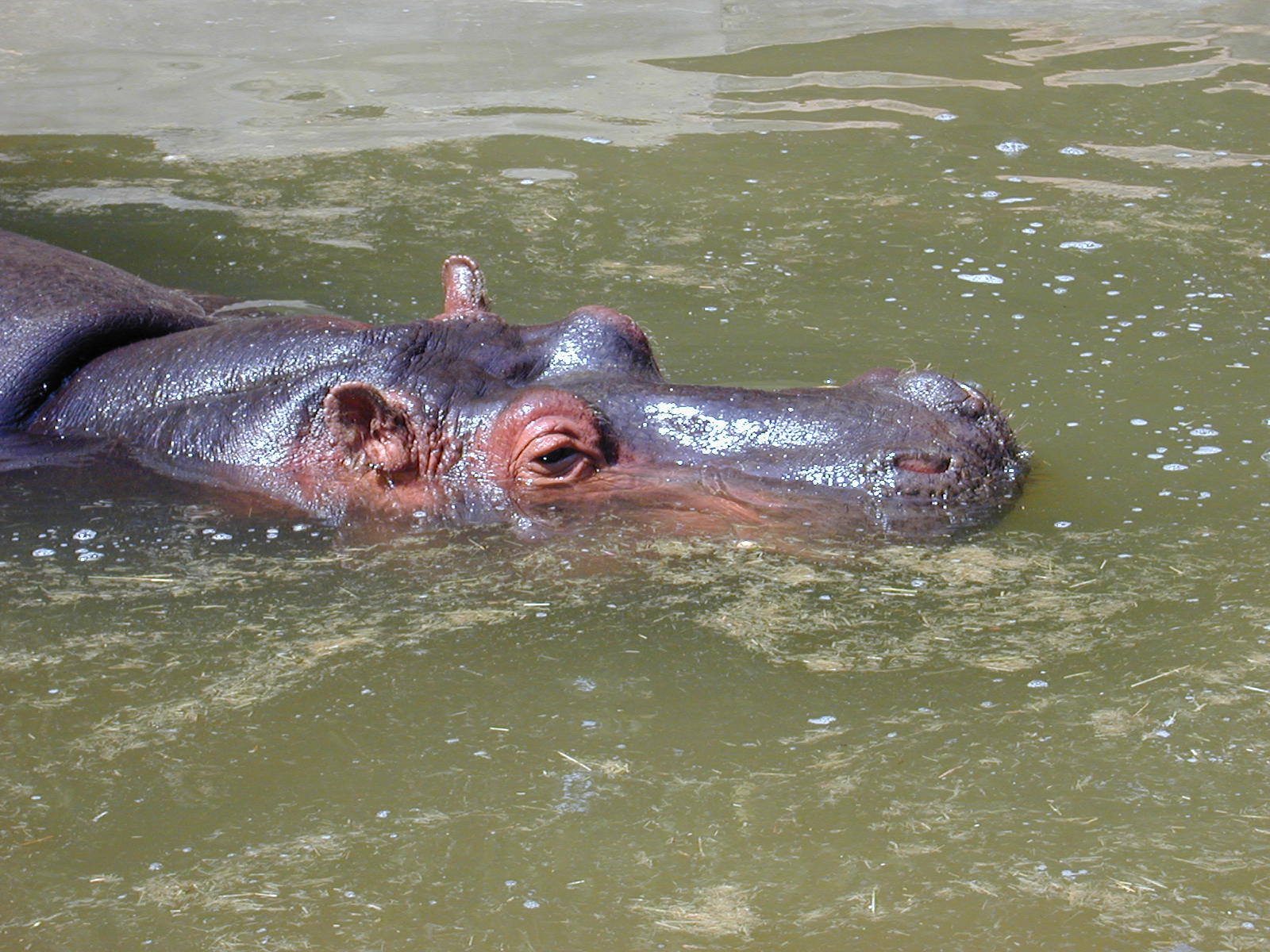

厚皮動物是以前用於厚皮目（Pachydermata）哺乳動物的棄用生物分類名稱，也指不反芻的有蹄動物，尤其是大象，有時還指犀牛、河馬、馬、豬、貘及其他奇蹄類動物的生物分類，現在此種命名現在已經沒有在使用，因為本分類被證實為一個並系群。
pachyderm一詞源自於古希臘語，由 pachys（厚）和 derma（皮）兩個字組成，意思即是「有厚皮膚的」，但在嚴格的生物分類以外，這個字有時會用來指大象、河馬、犀牛等物種，尤指大象。
這些動物多是毛髮稀少和對水依賴程度高。